# Hrvatska riječ (Zagreb)
Hrvatska riječ je bio hrvatski dnevnik iz Zagreba. Bile su glasilo Hrvatske ujedinjene samostalne stranke.
Izašle su prvi put 1. siječnja 1916., a prestale su izlaziti krajem te iste godine. Uređivao ih je G. Hreljanović i Milan Matković.
Izlazile su svakodnevno osim u nedjelju.
U svezi s ovim listom su dnevni list Hrvatski pokret, koji je izlazio od 1910. – 1915. i tjednik Pokret, glasilo hrvatskih naprednjaka, koji je izlazio od 1904. do 1910. godine.